# طهماسب‌آباد (سلطانیه)

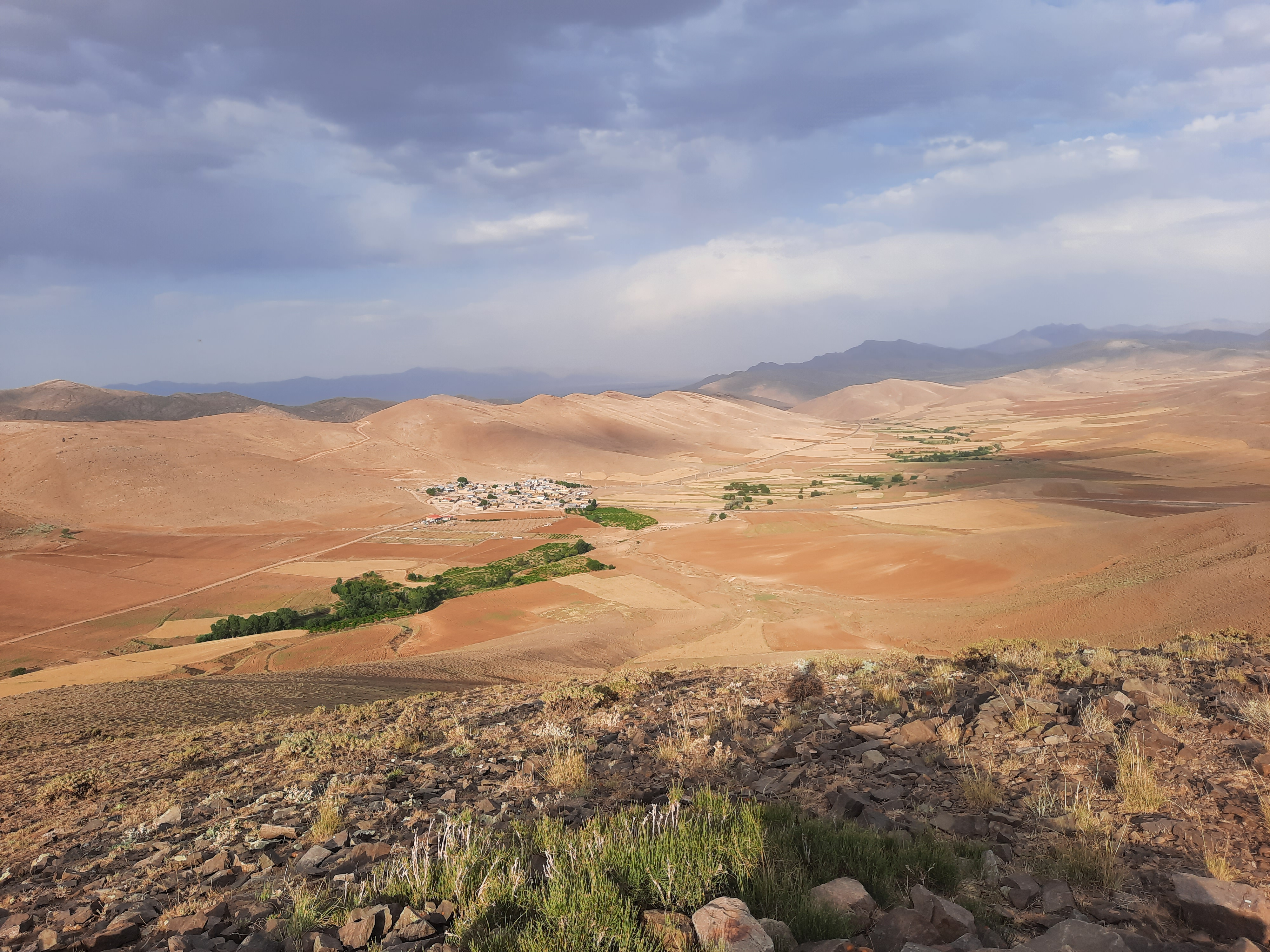

طهماسب‌آباد، روستایی از توابع بخش سلطانیه شهرستان سلطانیه در استان زنجان ایران است.
روستای زیبای طهماسب آباد در فاصله ۱۷ کیلومتری شهر سلطانیه قرار دارد که در مسیر سلطانیه به خدابنده در فاصله ۱۰ کیلومتری به سمت سه راهی نادرآباد پیچیده و پس از ۷ کیلومتر سومین روستا می باشد

## جمعیت
این روستا در دهستان سلطانیه قرار دارد و براساس سرشماری مرکز آمار ایران در سال ۱۳۹۵، جمعیت آن ۱۲۱ نفر (۳۶خانوار) بوده‌است.
مشاغل
بیشتر افراد این روستا پیشه کشاورزی و دامداری دارند. این روستا دارای حدود ۴۳۵ هکتار اراضی تحت کشت دارد که بیشتر به کاشت گندم اختصاص می یابد سالانه حدود ۱۵۰ تا ۲۰۰ هکتار گندم در این روستا کشت می شود و البته محصولات دیگری مانند عدس ، نخود و جو نیز مورد توجه کشاوزران این روستا می باشد به ویژه میتوان گفت عدس و نخود در این روستا با کیفیت درجه یک و کاملا ارگانیک و بدون هیچ گونه کود و سموم شیمیایی کشت می شود و از این رو همواره علاقه مندان و مشتریان زیادی را از نقاط مختلف استان و استان های همجوار به خود جذب می کند.
همچنین بدلیل رونق دامداری در این روستا، محصولات لبنی از جمله شیر، پنیر، ماست، کره و روغن حیوانی با کیفیت اعلا و درجه یک زبانزد خاص و عام می باشد و طرفداران خاص خود را از اقصئ نقاط  استان و استان های همجوار دارد.
طبیعت و گردشگری

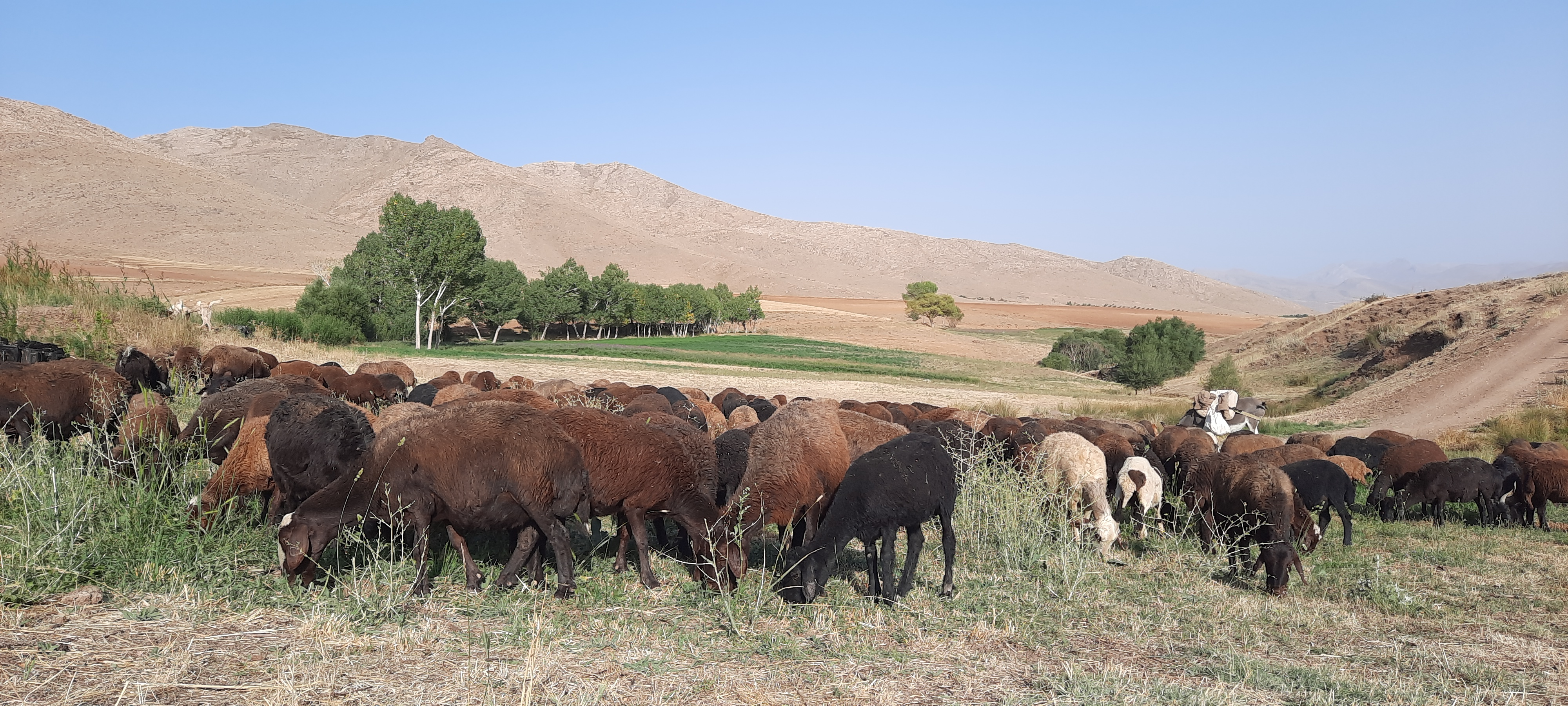

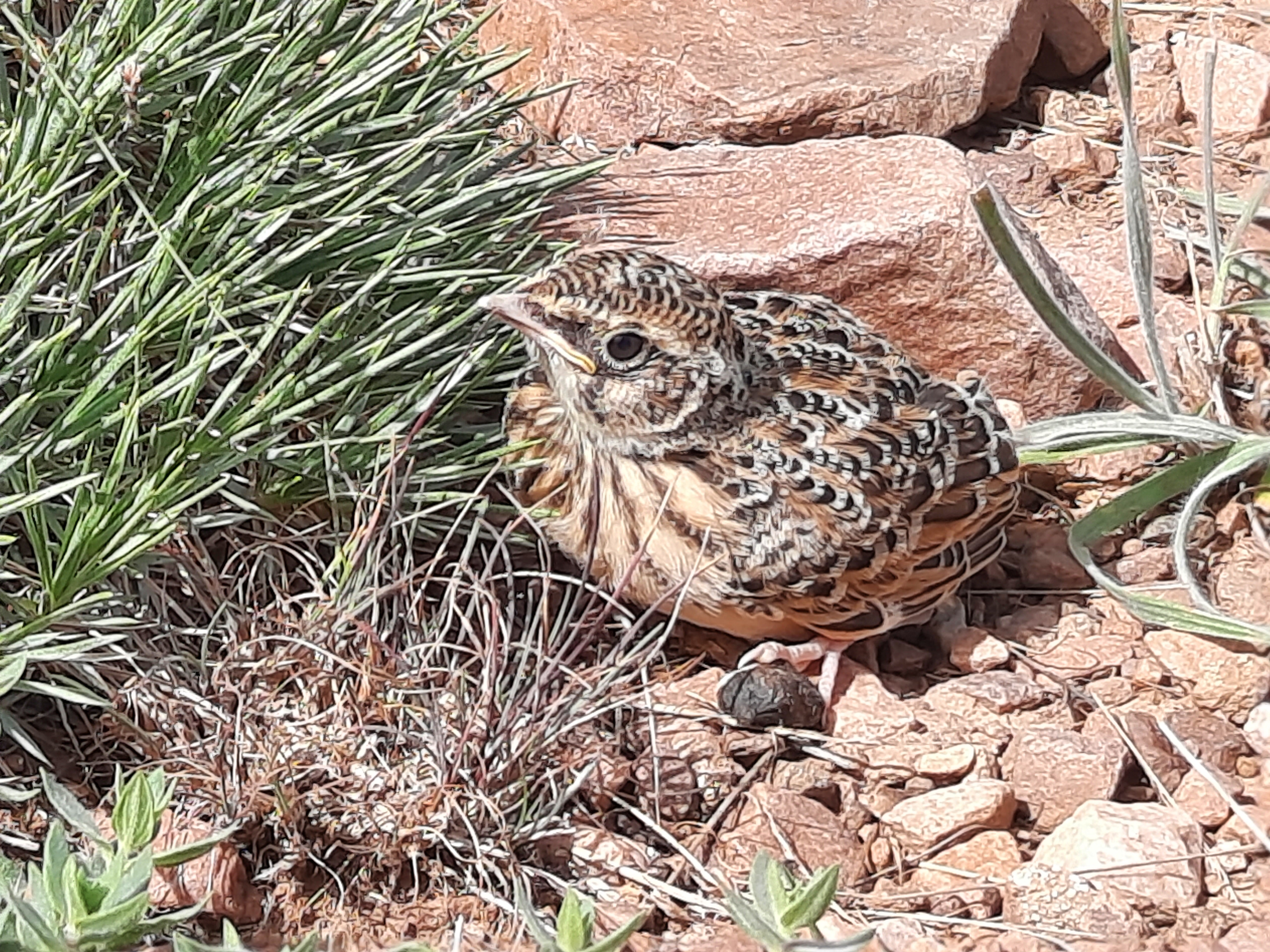

طبیعت بکر و زیبای روستای طهماسب آباد همواره طرفداران خاص خود را دارد که در مناسبت های مختلف برای طبیعت گردی و کوه نوردی روستای طهماسب آباد را به عنوان مقصد خود انتخاب می کنند.از جمله میتوان به صحرای معروف دده بلاغی با پیشینه تاریخی مربوط به دوران ایلخانان اشاره کرد که امروزه تنها آثاری از آبادیی که در این صحرا قرار داشته است، به جا مانده که به خرابه معروف است. چشمه های پر آب، باغ درختان میوه و کوه های سرسبز و پر از انواع گیاهان دارویی (مانند قوچ اوتو، توکلوجه ، کهلیک اوتو(کاکوتی)، یملیک ، گول آغا و...) در فصل بهار گردشگران زیادی را به این روستا می کشاند. همچنین درختان سنجد و زالزالک در فصل پاییز کام گردشگران را شیرین می کند.

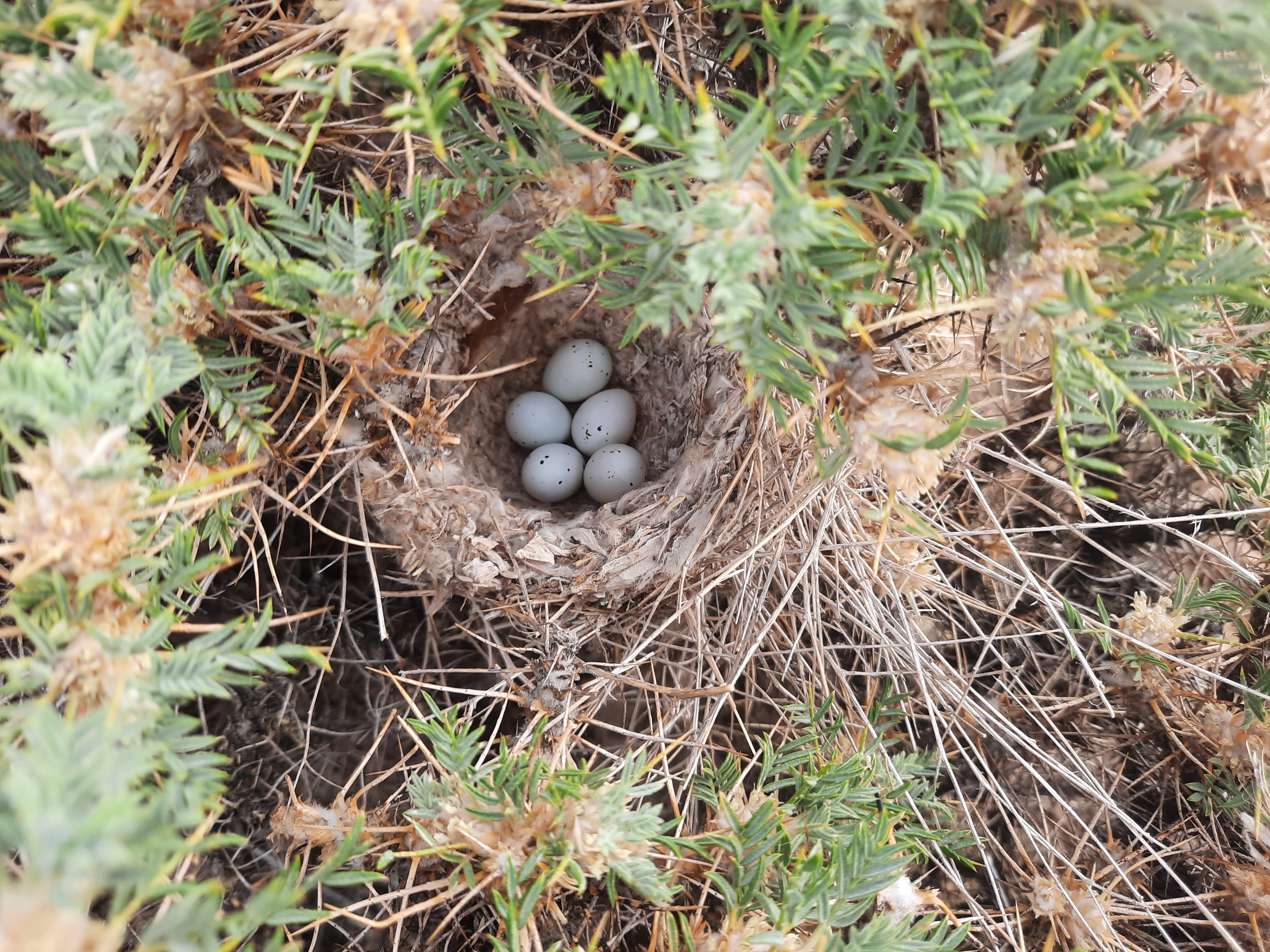

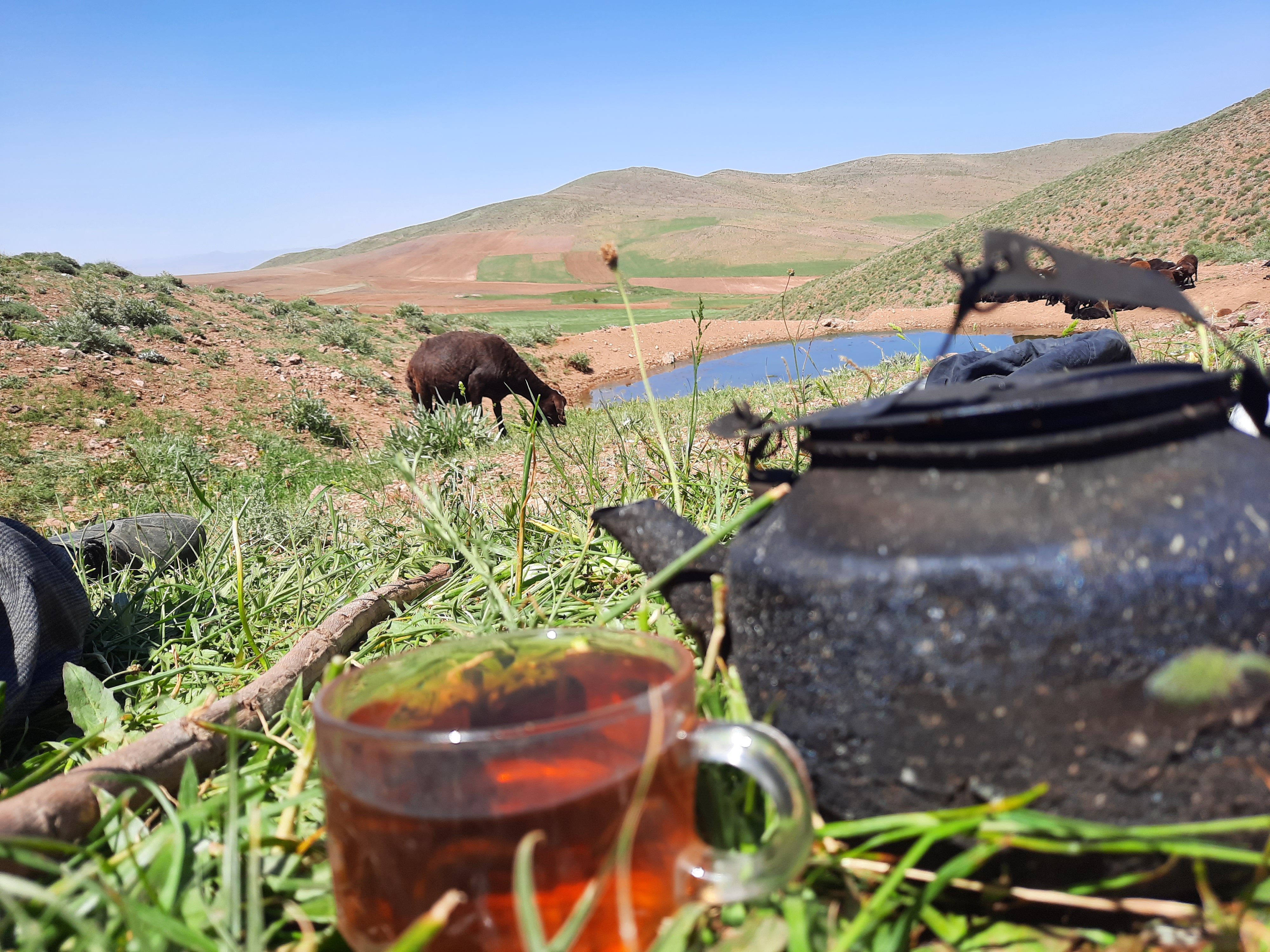

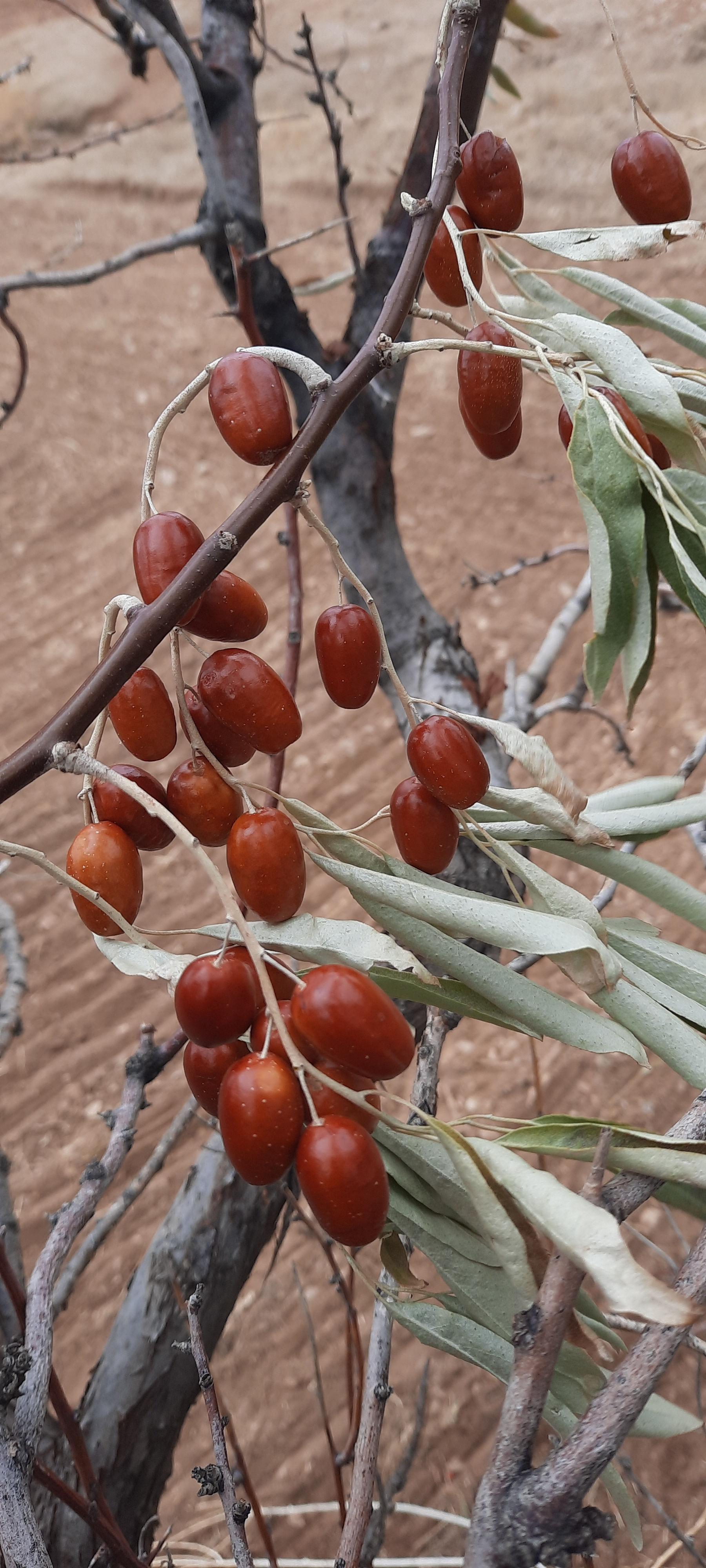

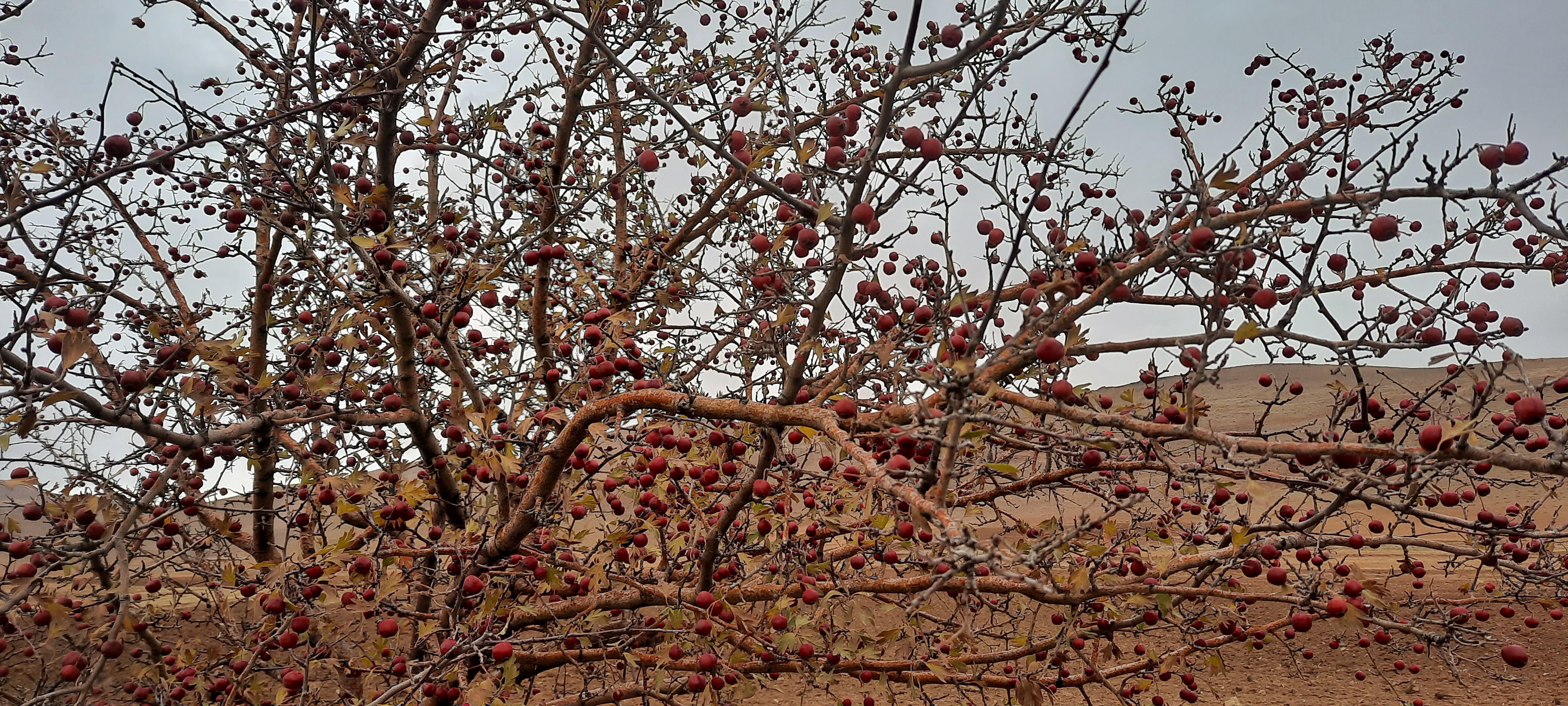

همچنین از دیگر آثار تاریخی این روستا می توان به تپه امامزاده طهماسب‌آباد اشاره کرد که مربوط به دوران عصر آهن می باشد.
دین و مذهب

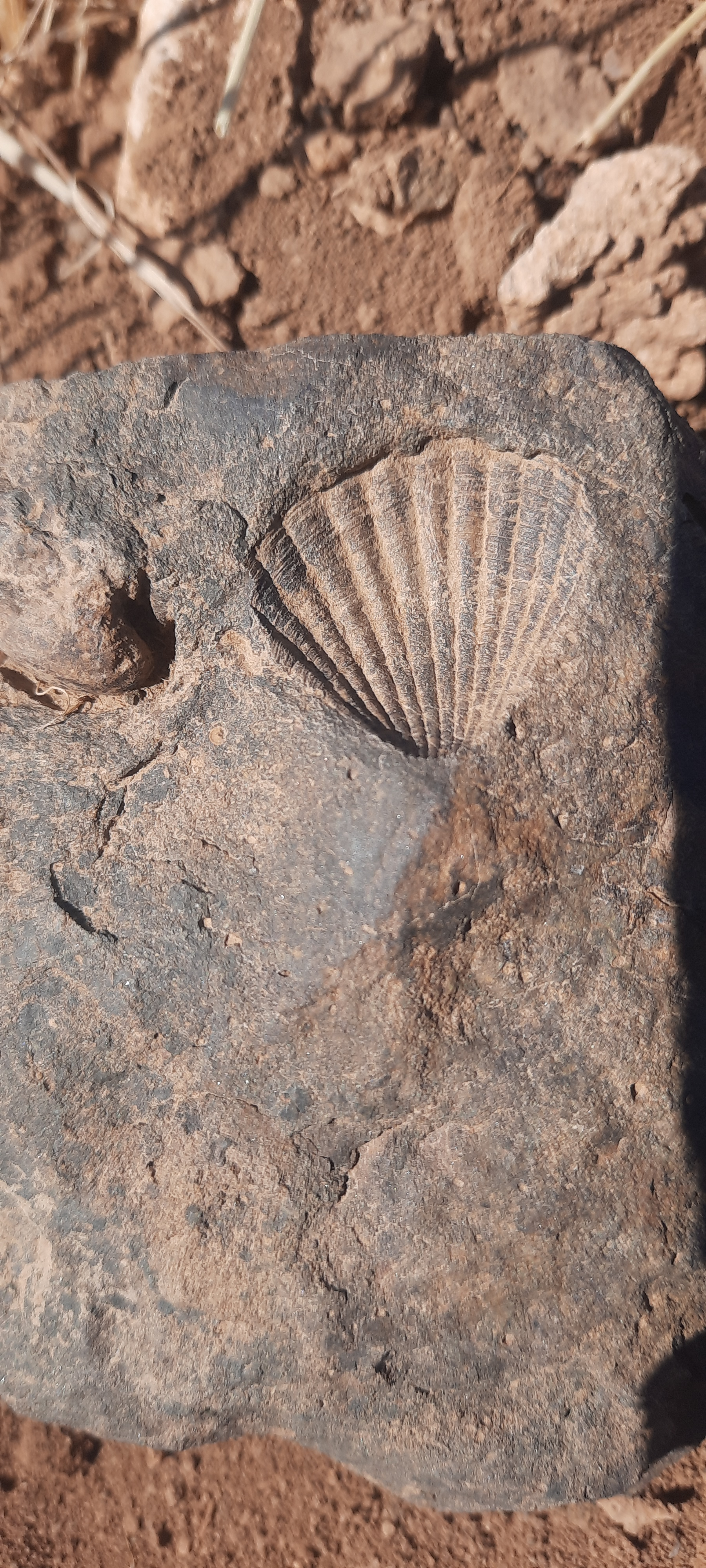

دین اهالی روستای طهماسب آباد، اسلام و آن ها شیعه دوازده امامی هستند. و آداب و رسوم مذهبی مختلفی در اعیاد و ایام عزا دارند از جمله میتوان به عزاداری های پرشور سالار شهیدان اباعبدالله الحسین(ع) در روزهای تاسوعا و عاشورا اشاره کرد. 

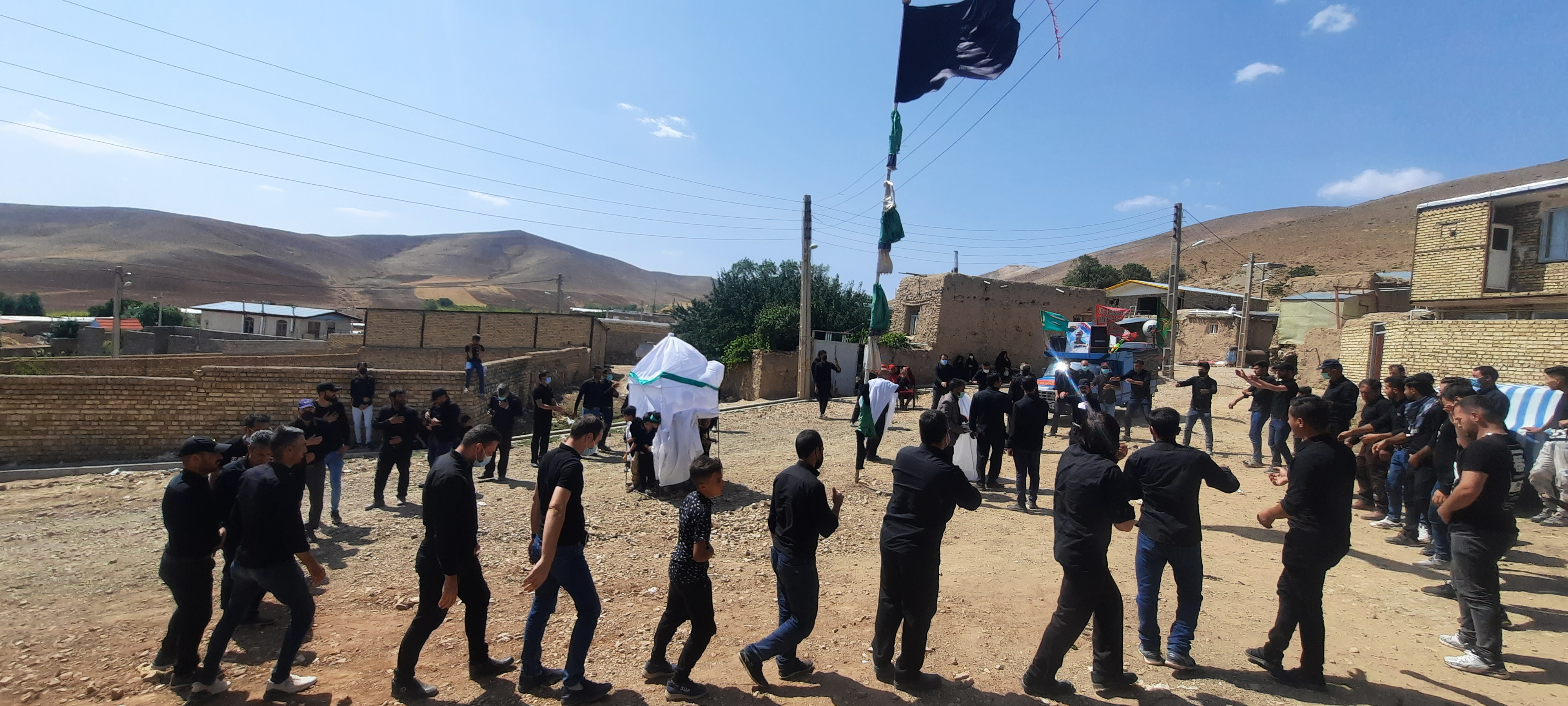

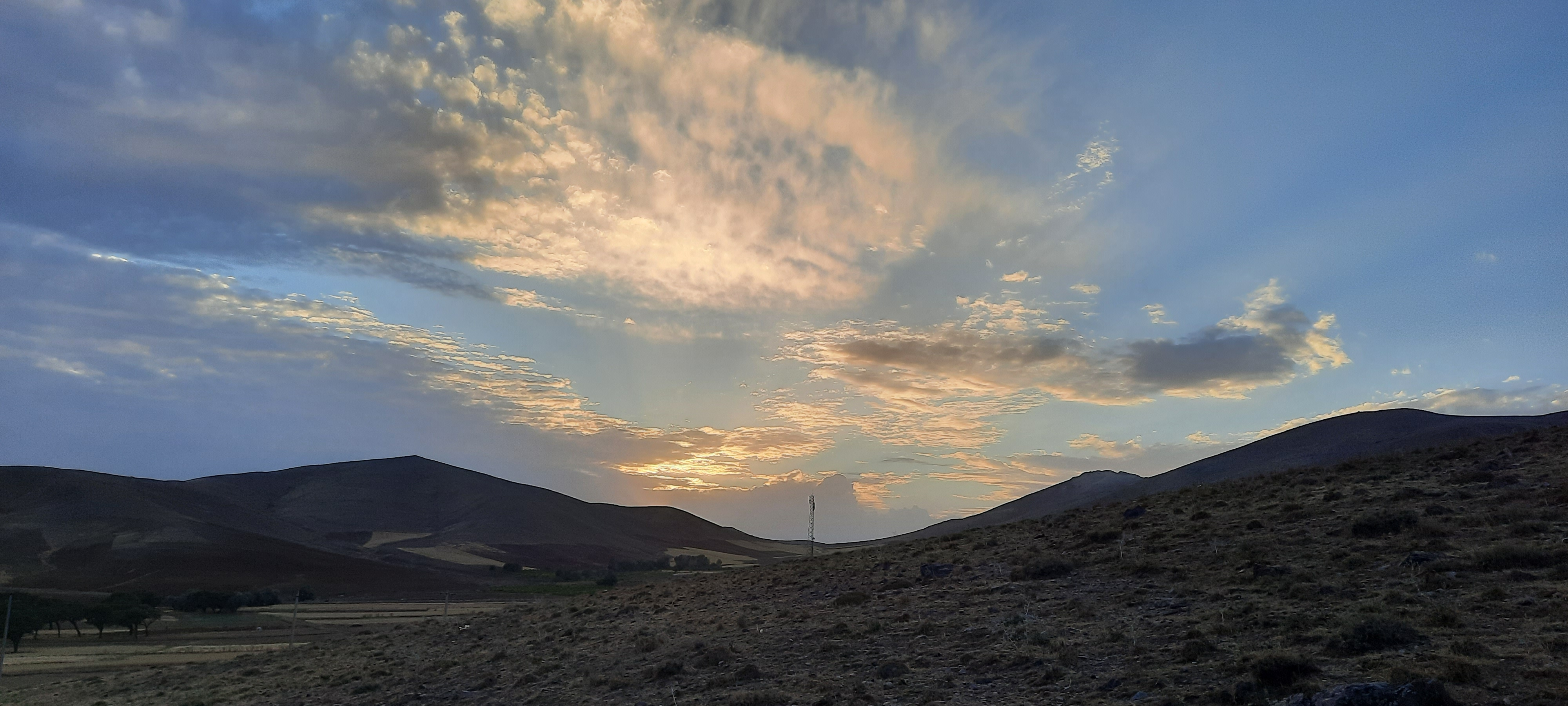

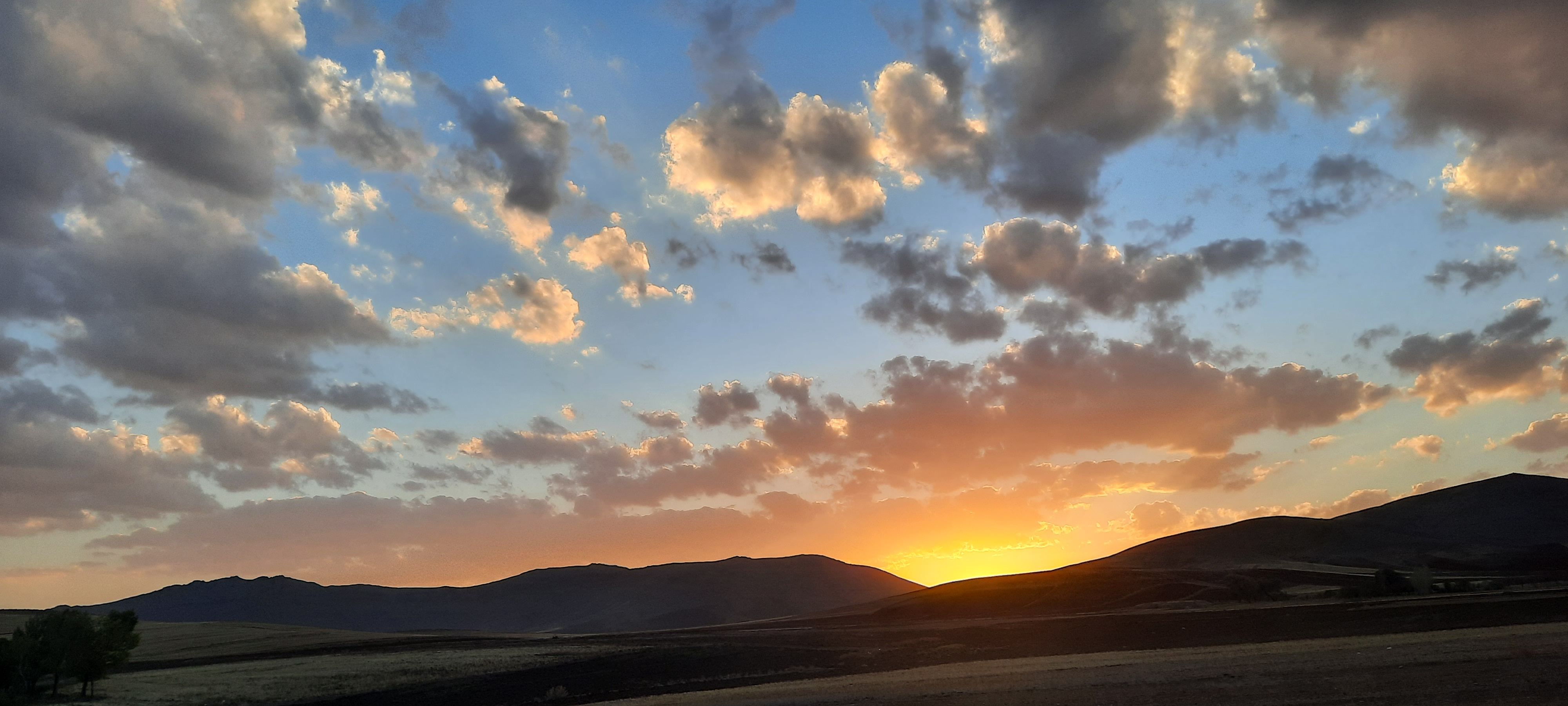